# Malibamat'so
Rijeka Malibamat'so je rijeka u sjevernom Lesotu. Njezin izvor je blizu južnoafričke granice, gdje isušuje istočne padine gorja Maloti. Teče prema jugu pokraj sela Ha Lejone i na kraju se ulijeva u rijeku Senqu (lokalni naziv za Oranje) 5 km sjeveroistočno od Mohlanapenga.
Malibamat'so čini sjeverni krak akumulacije brane Katse, dio Vodnog projekta Lesotskog gorja. Katse je najviša brana u Africi na 1,993 m/nm. Ovdje se rijeci pridružuje rijeka Bokong/Bokung. Nizvodno, pritoke Malibamat'so-a na lijevoj obali su rijeke Matsoku i Semenanyane, prije nego što utječe kao desni pritok u rijeku Senqu/Orange.

## Vanjske poveznice
|  | Zajednički poslužitelj ima još gradiva o temi Malibamat'so |